# 都シティ 津
都シティ 津（みやこシティ つ）は、三重県津市大門にある近鉄グループの都ホテルズ&リゾーツに加盟していたホテルのひとつ。津市の第三セクターである株式会社津センターが所有し、株式会社近鉄・都ホテルズが運営を受託していた。

## 概要
1985年、津市の旧市庁舎跡に建設された津センターパレス内に開業した。
中心市街地の空洞化による稼働率の低迷から2002年には運営会社が債務超過であることが明らかになり、近鉄が撤退の意向を示したが、2003年2月に新しい経営会社「株式会社津センター」を津センターパレスおよび地元企業と共同で設立して、運営を近鉄ホテルシステムズ（現：近鉄・都ホテルズ）に委託することで存続が決定した。閉館まで枠組みは同じであった。
2019年4月のブランド再編で、名称を「津都ホテル」から「都シティ 津」に変更した。中部国際空港から津エアポートラインで津市に入る中国人旅行者の宿泊が多く、翌日伊賀市で忍者施設を見学した後、京都・奈良・滋賀へ向かう客が多かった。
新型コロナウイルス感染症の流行による宿泊・宴会需要の減少のため、2020年9月1日より、全館休館に入った。再開時期は未定としていたが、2021年2月28日をもって閉業（近鉄グループへの委託終了）した。
2021年6月26日、津センターは都シティ 津の跡にリオ・ホテルズが進出することで合意したと発表した。リオ・ホテルズは2022年2月 - 3月をめどに「ホテル 津センターパレス」として開業することを目指していた。
2022年4月25日に『Hotel 津 Center Palace』としてリニューアルオープンとした。

## 周辺
- 三重会館
- 津中央郵便局
- 百五銀行丸之内本部棟

## アクセス
- 近鉄名古屋線・JR東海紀勢本線・伊勢鉄道線津駅下車、三重交通バスで「三重会館前」下車。